# Chupacigarro Chico
Chupacigarro Chico es una localidad peruana ubicada en el distrito de Supe, perteneciente a la provincia de Barranca del departamento de Lima, en la costa central del Perú. 

## Ubicación
Chupacigarro Chico se ubica al sureste de la provincia de Barranca, en el distrito de Supe, en el departamento de Lima.

## Demografía
En 2017 Chupacigarro Chico tenía una población de 10 habitantes.
| Gráfica de evolución demográfica de Chupacigarro Chico entre 1993 y 2017 |
|                                                                          |
| Fuentes: Población 1993 y 2017                                           |